# Jonas Kazlauskas
Jonas Kazlauskas (Panevėžys, 21 november 1954) is een voormalig Litouws en Sovjet basketbalcoach. Hij was coach van het nationale team van Litouwen.

## Carrière
Kazlauskas speelde voor Statyba Vilnius. Hij werd met Statyba één keer derde om het Landskampioenschap van de Sovjet-Unie in 1979.
Kazlauskas werd hoofdcoach van Žalgiris Kaunas in 1994. Kazlauskas bracht Žalgiris naar de top van het Europese basketbal. Kazlauskas werd met Žalgiris vijf keer Landskampioen van Litouwen in 1995, 1996, 1997, 1998 en 1999. In 1998 haalde Žalgiris onder zijn leiding de finale om de Saporta Cup. Žalgiris won van Stefanel Milano uit Italië met 82-67. Een jaar later haalde Kazlauskas met Žalgiris zelfs de finale om de EuroLeague. Deze finale wonnen ze van Kinder Bologna uit Italië met 82-74. Ook stond Kazlauskas met Žalgiris in 1999 in de finale om de NEBL. Nu won Žalgiris van ASK/Brocēni/LMT Riga uit Letland met 83-81. In 2001 ging Kazlauskas naar Lietuvos rytas Vilnius. Kazlauskas werd met Lietuvos rytas één keer Landskampioen van Litouwen in 2002. 
In 2004 vertrok Kazlauskas naar Olympiakos Piraeus uit Griekenland. 
In 2011 ging Kazlauskas naar CSKA Moskou in Rusland. Met CSKA won hij twee keer het Landskampioenschap van Rusland in 2011 en 2012. In 2012 verloor hij met CSKA de finale om de EuroLeague. Ze verloren van Olympiakos Piraeus uit Griekenland met 61-62. Na 2012 werd hij coach in China.

## Nationale teams
Kazlauskas was van 1995 t/m 1997 assistent-coach van de Litouwen. Van 1997 t/m 2001 en 2012 t/m 2016 was hij de hoofdcoach. Met Litouwen won Kazlauskas brons op de Olympische Spelen van 2000. Ook won hij twee keer zilver op het op het Europees kampioenschap basketbal in 2013 en 2015. Als hoofdcoach van Griekenland won hij één keer brons op het Europees kampioenschap basketbal in 2009.

## Erelijst speler
- Landskampioen Sovjet-Unie:
  - Derde: 1979
- Landskampioen Litouwen SSR: 4
  - Winnaar: 1973, 1975, 1977, 1981, 1984

## Erelijst coach
- Landskampioen Litouwen: 6
  - Winnaar: 1995, 1996, 1997, 1998, 1999, 2002
- Landskampioen Rusland: 2
  - Winnaar: 2011, 2012
- Saporta Cup: 1
  - Winnaar: 1998
- EuroLeague: 1
  - Winnaar: 1999
  - Runner-up: 2012
- NEBL: 1
  - Winnaar: 1999